# Spaniocercoides
Spaniocercoides is een geslacht van steenvliegen uit de familie Notonemouridae. De wetenschappelijke naam van het geslacht is voor het eerst geldig gepubliceerd in 1938 door Kimmins.

## Soorten
Spaniocercoides omvat de volgende soorten:
- Spaniocercoides cowleyi (Winterbourn, 1965)
- Spaniocercoides foxi McLellan, 1984
- Spaniocercoides howesi McLellan, 1984
- Spaniocercoides hudsoni Kimmins, 1938
- Spaniocercoides jacksoni McLellan, 1991
- Spaniocercoides philpotti Winterbourn, 1965
- Spaniocercoides townsendi McLellan, 1984
- Spaniocercoides watti McLellan, 1984